# Азадирахта
Азадирахта (лат. Azadirachta) — род двудольных цветковых растений, включённый в семейство Мелиевые (Meliaceae).

## Ботаническое описание
Род объединяет вечнозелёные деревья, покрытые простым опушением. Листья сложные, парно перистые.
Цветки большей частью обоеполые, имеются также только тычиночные. Чашечка и венчик пятидольчатые. Лепестки раздельные, налагающиеся друг на друга. Завязь с тремя гнёздами, в каждой по два семязачатка. Тычинки в количестве 8—10, сросшиеся в цилиндрическую тычиночную трубку. Пыльники гладкие.
Плод — костянка, содержащая от одного до двух семян. Семя яйцевидное, заострённое.
Число хромосом 2n = 28 или 30.

## Ареал
Оба вида азадирахты в дикой природе распространены в Юго-Восточной Азии. Азадирахта индийская выращивается во многих регионах мира с достаточно тёплым климатом.
Азадирахты произрастают в лесах различного типа.

## Хозяйственное значение
Древесина азадирахты используется для строительства жилищ. Молодые побеги пригодны для употребления в пищу. Семена азадирахты содержат азадирахтин и маррангин, возможно их использование в качестве инсектицида. Азадирахта индийская используется в индийской народной медицине.

## Таксономия
|  |                                      |  |                                                         |                                                         |                    |  | ещё 8 семейств (согласно Системе APG III) |              |                |        |
|  |                                      |  |                                                         |                                                         |                    |  |                                           |              |                | 2 вида |
|  |                                      |  |                                                         | порядок Сапиндоцветные                                  |                    |  |                                           |              | род Азадирахта |        |
|  |                                      |  |                                                         | порядок Сапиндоцветные                                  |                    |  |                                           |              | род Азадирахта |        |
|  | отдел Цветковые, или Покрытосеменные |  |                                                         |                                                         | семейство Мелиевые |  |                                           |              |                |        |
|  | отдел Цветковые, или Покрытосеменные |  |                                                         |                                                         |                    |  |                                           |              |                |        |
|  |                                      |  | ещё 58 порядков цветковых растений (по Системе APG III) | ещё 58 порядков цветковых растений (по Системе APG III) |                    |  |                                           | ещё 45 родов | ещё 45 родов   |        |
|  |                                      |  |                                                         | ещё 58 порядков цветковых растений (по Системе APG III) |                    |  |                                           |              | ещё 45 родов   |        |

### Синонимы
- Antelaea auct. non Gaertn., 1788

### Виды
По информации базы данных The Plant List, род включает 2 вида:
- Azadirachta excelsa (Jack) M.Jacobs, 1961
- Azadirachta indica A.Juss., 1830, nom. nov. — Азадирахта индийская